# Cyriakus-Schlacht
Die Cyriakus-Schlacht (auch Schlacht am Cyriakustag und Schlacht bei Kitzingen) war eine kriegerische Auseinandersetzung zwischen dem Würzburger Domkapitel und den Grafen von Henneberg am 8. August 1266. Die beiden Parteien waren wegen der Kandidaten für die Würzburger Bischofswahl zerstritten. Während die Schlacht ursprünglich als eine der größten des Mittelalters in Franken angesehen wurde, überwiegt heute die Meinung, dass es sich lediglich um einen kleinen Waffengang gehandelt hat.

## Vorgeschichte
In der Vorgeschichte zur Cyriakusschlacht spiegeln sich die Konflikte wider, die auch im Heiligen Römischen Reich virulent waren. Mit der Absetzung des letzten staufischen Kaisers Friedrich II. durch Papst Innozenz IV. begann 1245 das Interregnum, in dem die Fürsten des Reiches nach mehr Macht unabhängig von der Zentralgewalt strebten. So gelang es dem Würzburger Bischof Hermann I. von Lobdeburg, sein Gebiet zu erweitern. Mit dem Erwerb der Burg Botenlauben bei Kissingen im Jahr 1234 drang der Bischof in den Machtbereich der Grafen von Henneberg ein.
Die Grafen hatten jahrhundertelang den mächtigen Würzburger Burggrafen gestellt und waren schließlich von den Bischöfen verdrängt worden. Dennoch waren die Henneberger das mächtigste Adelsgeschlecht im nördlichen Franken und konnten immer wieder ihre Besitzungen auf Kosten des Fürstbistums erweitern. Unter dem Bischof Iring von Reinstein-Homburg bildeten sich in Würzburg zwei Parteien heraus, die entweder für den wachsenden Einfluss der Henneberger waren oder gegen sie standen.
Gleichzeitig trieben die Henneberger den Konflikt mit den Herren von Hohenlohe voran. Graf Hermann I. von Henneberg und seine Brüder weigerten sich, die Mitgift ihrer Schwester Kunigunde an Albrecht von Hohenlohe auszuzahlen, nachdem diese verstorben war. Hermann von Henneberg wurde kurze Zeit später die Burg Uffenheim als Lehen zugesprochen. Er beschnitt damit den Machtbereich der Hohenlohe und drang bis zu ihrem Stammsitz vor.
Die schwelenden Konflikte traten während der Bischofswahl nach dem Tod des Iring im Jahr 1265 zutage. Das Würzburger Domkapitel war gespalten. Eine Minderheit der Wahlmänner bevorzugte den Kandidaten Berthold von Henneberg. Die meisten Mitglieder des Domkapitels, angeführt vom Domdekan Berthold von Sternberg, standen hinter einer Wahl des Dompropstes Poppo von Trimberg. Nachdem die Wahl kein Ergebnis gebracht hatte, wurde der Konflikt kriegerisch ausgetragen.
Die Bürger von Würzburg konnten vom Domdekan gegen die Henneberg gewonnen werden. Diese riefen ihre Verwandten, die Grafen zu Castell, zu Hilfe und nutzten deren Gebiet im Steigerwaldvorland als Aufmarschgebiet ihrer Truppen. Das Domkapitel vereinbarte am 6. August 1266 einen Hilfeleistungsvertrag mit den Herren von Weinsberg, die ebenfalls gegen die Henneberger zu Felde zogen. Wahrscheinlich wurden auch andere Adelsgeschlechter mit solchen Verträgen auf die Seite des Kapitels gezogen.

## Ablauf der Schlacht
Am 7. August 1266 verließen die Truppen des Domkapitels die Stadt Würzburg aus dem Rennwegtor und marschierten in Richtung Castell. Man hatte die Handwerker der Stadt mit leichten Waffen ausgerüstet. Zusätzlich verstärkten mehrere berittene Söhne der reicheren Bürger die würzburgische Armee. Insgesamt ist davon auszugehen, dass etwa 600 Fußsoldaten und 50 Reiter auf Seiten des Domkapitels kämpften. Zusätzlich rückten die Soldaten der kleineren Adelsgeschlechter aus.
Die Henneberger zogen mit 300 bis 600 Pferden und einem überwiegend aus Rittern bestehenden Heer in die Schlacht. In der hochstiftischen Geschichtsschreibung wurden oft falsche Angaben gemacht, so sprach man von über 1400 Rittern, von denen lediglich 150 entkommen konnten. Die höheren Zahlen dienten dazu, den Sieg des Domkapitels zu untermauern und die Bedrohung durch die Henneberger zu verstärken.
Die Grafen von Henneberg und ihre Casteller Verwandten verließen den Steigerwaldort Castell am Morgen des 8. August und planten wohl die Höhe zwischen Repperndorf und Biebelried zu erreichen und dort in einer offenen Feldschlacht die Kapitelstruppen zu stellen. Hierzu mussten sie bei Kitzingen den Main überqueren. Die Stadt Kitzingen mit ihrer steinernen Brücke war allerdings in den Händen der Hohenlohe und so passierte man weiter südlich bei Sulzfeld den Main.
Dort erwarteten die Soldaten des Domkapitels die herannahenden Feinde bereits und verwickelten sie wohl noch während der Mainüberquerung in ein Gefecht. Anschließend begann die eigentliche Schlacht am sogenannten Mühlberg. Der Name tauchte erstmals im Jahr 1448 auf, als dort eine Mühle errichtet wurde. Er wurde allerdings schon damals mit der Schlacht in Verbindung gebracht. Die Landschaft zwischen Sulzfeld und Kitzingen ist zerklüftet und bot den leichten Truppen des Kapitels bessere Möglichkeiten zuzuschlagen.
Insgesamt dauerte die Schlacht am von Weinstöcken besetzten Mühlberg fünf bis sechs Stunden. In der älteren Literatur wurde davon ausgegangen, dass sich die Gefechte bis nach Kitzingen ausgedehnt hatten. Wahrscheinlicher ist allerdings, dass sich die Schlacht auf den Hang beschränkte. Eine Sage, die vom bayerischen Edelmann Tannhäuser berichtet, der während der Schlacht die Seiten gewechselt haben soll, entbehrt ebenfalls der Realität.
Wahrscheinlich brachen die Henneberger die Schlacht ab, nachdem ihre Verluste zu hoch wurden. Genaue Gefallenenzahlen liegen nicht vor, weil auch hier die hochstiftische Geschichtsschreibung mit übertriebenen Angaben lange Zeit maßgeblich war. Noch im 20. Jahrhundert ging man von drei toten Grafen Castell, 500 erschlagenen und 200 gefangenen Soldaten aus. Wahrscheinlicher ist jedoch, dass kein einziges Mitglied der beteiligten Geschlechter den Tod fand, weil keine Namen in den Nekrologien auftauchten.

## Folgen
Obwohl die Schlacht für die Grafen von Henneberg in einer Niederlage endete, war danach der Streit um die Bischofswahl keineswegs entschieden. Auch deshalb ist davon auszugehen, dass es sich lediglich um ein kleineres Gefecht gehandelt hat und es nicht, wie die ältere Literatur behauptet, eine der größten Schlachten des fränkischen Mittelalters war. Der Waffengang erhielt bald den Namen Cyriakusschlacht, weil er am Jahrtag des Heiligen stattgefunden hatte.
Indessen bestand der Zwiespalt im Domkapitel weiter und die beiden Kandidaten beharrten auf ihren Anspruch. Die Wahl, die im Juli 1267 durchgeführt wurde, brachte ein unklares Ergebnis, sodass sich sowohl Poppo von Trimberg als auch Berthold von Henneberg als rechtmäßige Bischöfe sahen. Die beiden verfeindeten Lager begannen einen Krieg, der insgesamt über sieben Jahre dauern sollte. Nach dem Tod des Poppo von Trimberg siegelte Berthold von Henneberg als Bischof.
Allerdings strengte der Domdekan Berthold von Sternberg, der Heerführer der Truppen des Domkapitels in der Schlacht, einen Prozess gegen den in seinen Augen unrechtmäßigen Bischof in Rom an. Schließlich enthob Papst Gregor X. Berthold von Henneberg seines Amtes und setzte Berthold von Sternberg ein. Henneberg akzeptierte die Amtsenthebung nie und führte den Titel Bischof bis zu seinem Tod 1312.
Langfristig erreichten die Sieger der Cyriakusschlacht allerdings ihre Ziele. Die Henneberger wurden an den nördlichen Rand des Hochstifts auf ihre Stammgebiete zurückgedrängt und spielten später keine Rolle mehr in der Besetzung des Bischofsamtes, sondern verloren ihren Einfluss auf Franken nahezu vollständig. Die Grafen zu Castell zogen sich auf ihre Güter am Rande des Steigerwaldes zurück und fielen als Territorialherren entlang des Mains weg.

## Rezeption

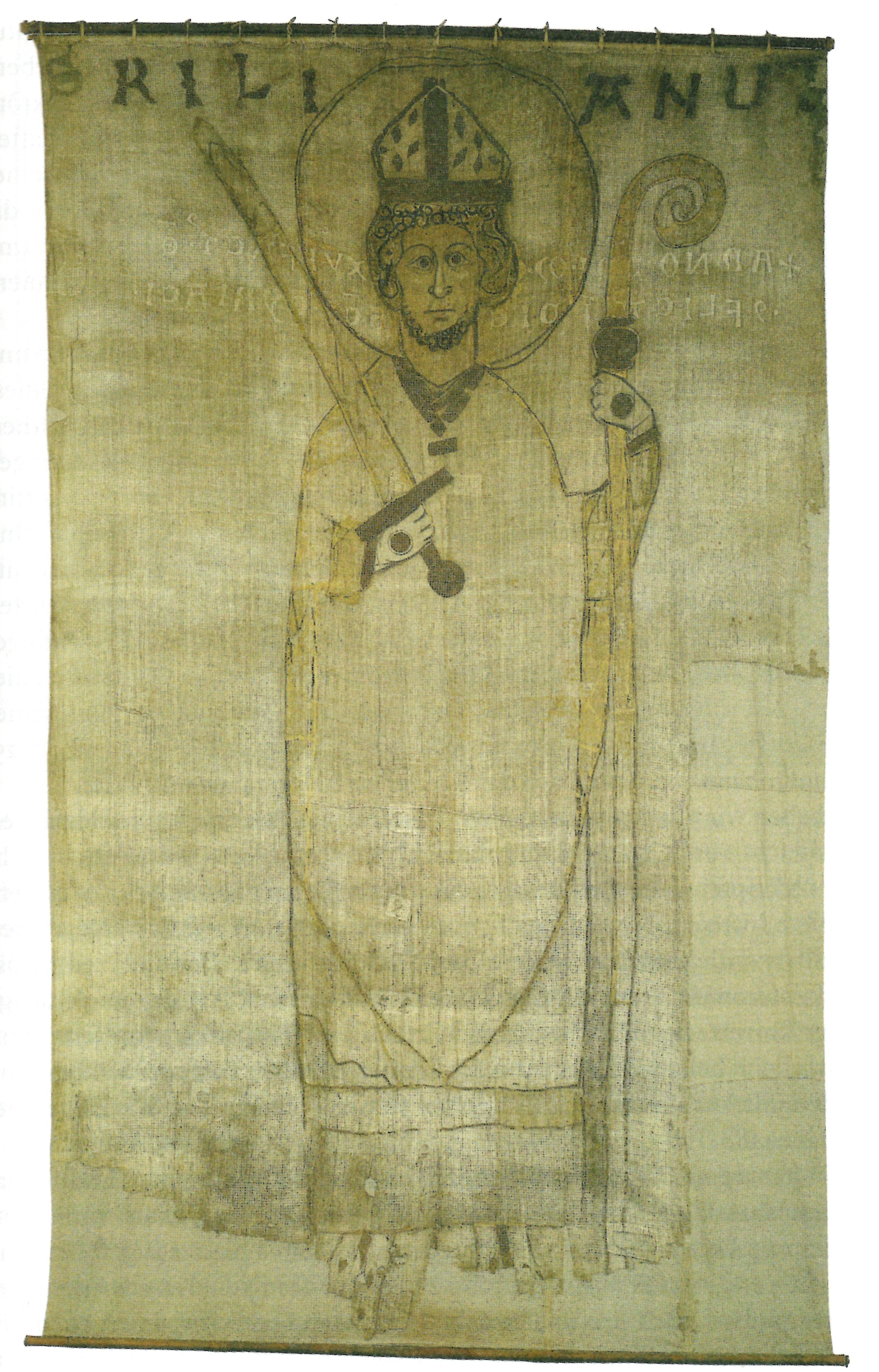
Das Kiliansbanner

Auf die Schlacht am Cyriakustag wurde insbesondere in der Geschichte des Hochstifts Würzburg häufig Bezug genommen. So wurde das Banner mit dem heiligen Kilian, das wohl kurz vor der Auseinandersetzung gefertigt worden war, während der Schlacht oberhalb des Mühlberges auf einem Fahnenwagen wehte und als ältestes, erhaltenes Feldzeichen in Deutschland gilt, jedes Jahr am 8. August in einer feierlichen Prozession um die Stadtmauer von Würzburg getragen und erhielt den Namen „Cyriakuspanier“. Noch im 18. Jahrhundert fanden diese Umgänge statt. Heute befindet sich das Banner im Museum für Franken.
Die Würzburger Bürgerschaft, die ebenfalls in der Schlacht gekämpft hatte, erwarb eine Glocke für die Marienkapelle in Würzburg. Dieses „Cyriakusglöcklein“ läutete ebenfalls am Jahrtag der Schlacht. Sie wurde 1945 zerstört. Im 16. Jahrhundert widmete sich die Bischofschronik des Lorenz Fries der Schlacht, er fertigte eine Zeichnung über die Auseinandersetzung. Der Kampfplatz selbst, heute in der Gemarkung von Sulzfeld am Main, beherbergt die Weinlage Sulzfelder Cyriakusberg. Außerdem wurden mehrere Wanderwege nach der Schlacht benannt.
Typisch für die Rezeption der Schlacht sind auch viele, später erschienene literarische Ausschmückungen und Erzählungen. Ein Sprichwort, das nach der Schlacht geprägt wurde, nahm Friedrich Wilhelm Pistorius 1715 und 1741 in seine Sprichwortsammlung auf. Es verweist auf die Niederlage der Grafen zu Castell aus der Sicht der Würzburger Bürgerschaft. Es lautet: „Heut haben wir einen Feiertag, aber zu Castell mistet man die Ställ (...)“.